# فركيا
فركيا قرية سورية تتبع ناحية إحسم في منطقة أريحا في محافظة إدلب. بلغ عدد سكانها 1,264 نسمة في عام 2004 حسب إحصاء المكتب المركزي للإحصاء.
تقع في جبل الزاوية ويحدها من الغرب قرية المغارة ومن الشمال قرية شنان ومن الجنوب قرية دير سنبل ومن الشرق قرية بينين.ويوجد فيها الكثير من الأثار الرومانية ومن أشهر معالمها الأثرية قصر هرقل وقصر الحمرة والميدان وعثر فيها على الكثير من الفسيفساء النادرة.